# SLR Dobromierz

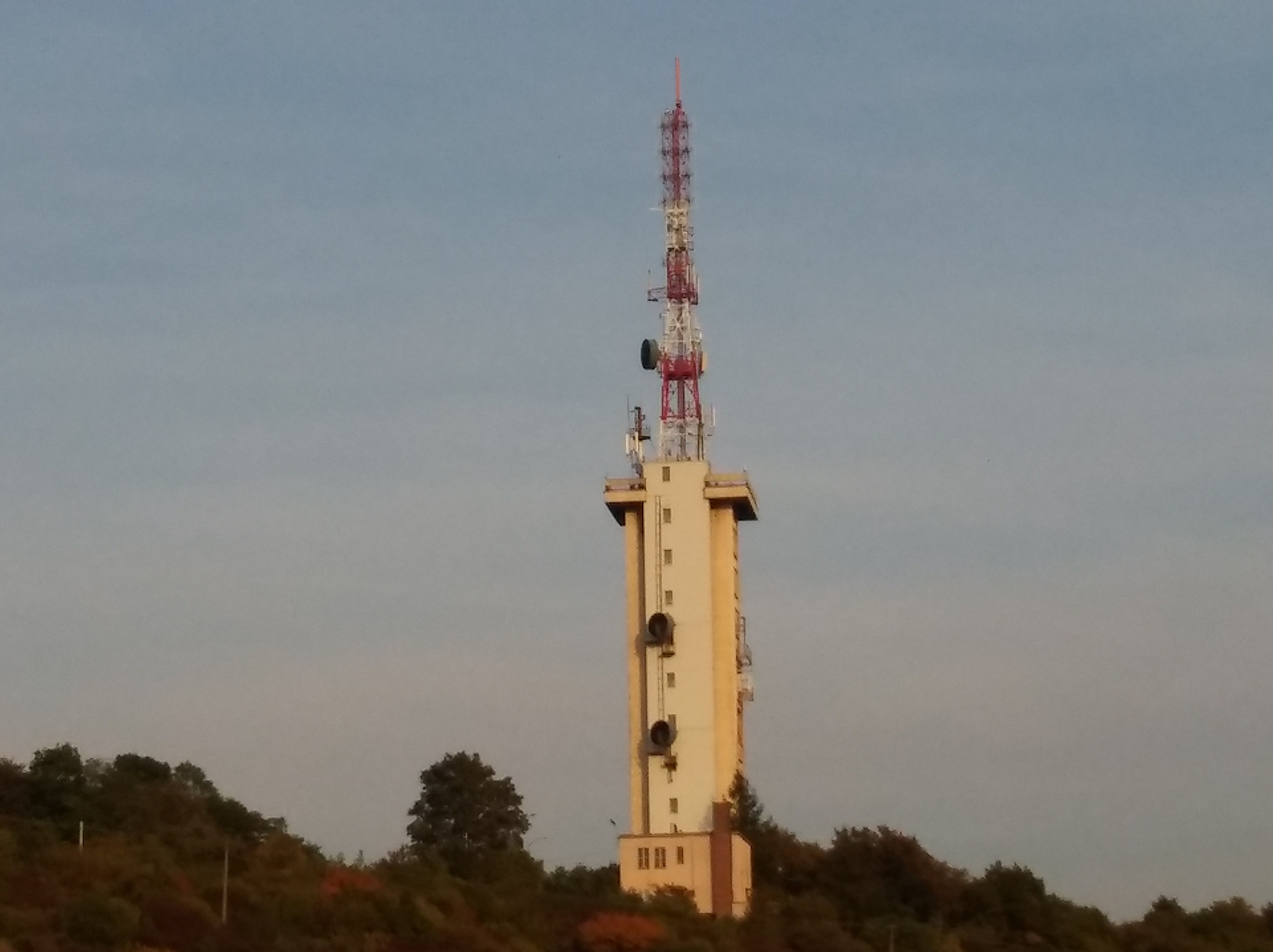
SLR Dobromierz

SLR Dobromierz (Stacja Linii Radiowych Dobromierz) – wieża RTV o wysokości 88 m, zlokalizowana w Dobromierzu w gminie Kluczewsko w powiecie włoszczowskim.
Właścicielem obiektu jest EmiTel Sp. z.o.o.

## Parametry techniczne[2]
- Wysokość posadowienia podpory anteny: 310 m n.p.m.
- Wysokość zawieszenia systemów antenowych: Radio: 65, 83 m n.p.t. TV: 75, 91 m n.p.t.

## Transmitowane programy[2]

### Programy radiowe
| LP | Program                 | Właściciel                                                           | Częstotliwość | Moc nadajnika | Polaryzacja | Charakterystyka anteny |
| -- | ----------------------- | -------------------------------------------------------------------- | ------------- | ------------- | ----------- | ---------------------- |
| 1  | Polskie Radio Program I | Polskie Radio S.A.                                                   | 88,90 MHz     | 3,2 kW        | pionowa     | kierunkowa             |
| 2  | Radio Em Kielce         | Diecezja kielecka                                                    | 94,40         | 0,4 kW        | pionowa     | kierunkowa             |
| 3  | RMF FM                  | Grupa RMF                                                            | 97,10 MHz     | 12 kW         | pionowa     | dookólna               |
| 4  | Polskie Radio Kielce    | Polskie Radio - Regionalna Rozgłośnia w Kielcach "Radio Kielce" S.A. | 100,00 MHz    | 3 kW          | pionowa     | kierunkowa             |
| 5  | RMF Maxxx Kielce/Radom  | Grupa RMF                                                            | 101,10 MHz    | 1,51 kW       | pionowa     | kierunkowa             |

### Programy telewizyjne
| Multipleks          | Częstotliwość | Kanał | Moc nadajnika | Polaryzacja | Kompresja | Modulacja | Charakterystyka anteny |
| ------------------- | ------------- | ----- | ------------- | ----------- | --------- | --------- | ---------------------- |
| MUX 1               | 546,00 MHz    | 30    | 10 kW         | pozioma     | HEVC      | 256-QAM   | dookólna               |
| MUX 2               | 658,00 MHz    | 44    | 5,01 kW       | pozioma     | HEVC      | 256-QAM   | dookólna               |
| MUX 3 (TVP3 Kielce) | 682,00 MHz    | 47    | 9 kW          | pozioma     | MPEG-4    | 64-QAM    | dookólna               |
| MUX 6               | 530,00 MHz    | 28    | 10 kW         | pozioma     | HEVC      | 256-QAM   | dookólna               |
| MUX 8               | 205,5 MHz     | 9     | 4,2 kW        | pozioma     | MPEG-4    | 64-QAM    | kierunkowa             |